# Carmen Calleja
María del Carmen Calleja de Pablo (Sevilla, 1949 - Sevilla, 31 de diciembre de 2012) fue una política socialista española. Licenciada en Derecho por la Universidad de Sevilla, Carmen Calleja era técnico urbanista por el Instituto Nacional de Administración Pública, diplomada en Alta Dirección por el Instituto Internacional San Telmo y diplomada en Altos Estudios de la Defensa. Militante del Partido Socialista Obrero Español fue diputada en el Congreso de los Diputados por la provincia de Jaén (1996–2000). También ocupó los cargos de gobernadora civil de Jaén, viceconsejera de Gobernación y de Presidencia en la Junta de Andalucía, directora general del Instituto Andaluz de la Función Pública y gerente de la Empresa Municipal de Transportes Urbanos de Sevilla.